# 社會環境
社會環境（英語：social environment）、社會背景/脈絡（英語：social context）、社會文化背景/脈絡（英語：sociocultural context）、個人所處社會環境（法語：milieu）等，是指人們生活或某事發生或發展的直接物理和社會環境。 它包括個人接受教育或生活的文化，以及與他們互動的人事物（包括體制）等。 互動可能是面對面的，也可能是透過通訊媒體，甚至是匿名的或單向的，並且可能並不意味著社會地位的平等。 社會環境是一個比社會階層或社會團體更廣泛的概念。
物理和社會環境是積極和健康老化的決定因素，是環境老年學研究的核心因素。